# Hari Seldon
Hari Seldon – postać literacka, główny bohater powieści Preludium Fundacji (1988) i Narodziny Fundacji (1993), pierwszych dwóch tomów cyklu powieści Fundacja (1942–1993) Isaaca Asimova; matematyk, pragnący uchronić ludzkość przed spodziewanym długotrwałym chaosem, twórca nowej dyscypliny naukowej zwanej psychohistorią, która umożliwiła dokładne przewidywanie rozwoju cywilizacji.
Mimo iż Seldon występuje jako główny bohater tylko w początkowych tomach cyklu, odwołanie do niego jako twórcy psychohistorii jest częste także w innych tomach, które opisują stopniowy rozwój Fundacji zgodnie z jego teorią. Wszelkie problemy, przed jakimi staje Fundacja (reprezentowana przez bieżących bohaterów), są "ściśle przewidziane" przez psychohistorię, a określane na cześć wynalazcy jako "kryzys Seldona". Kryzys ten jest rozwiązywany z określonym prawdopodobieństwem i stanowi swoiste "być albo nie być" rozwijającej się Fundacji.